# Seldžuki
Seldžuki, tudi Turki Seldžuki ali Selčuki, (turško Selçuklular), so bili sunitska muslimanska dinastija, ki je od 11. do 14. stoletja vladala delu srednjeazijskih step in  Bližnjega Vzhoda. Ustanovili so Veliko Seldžuško cesarstvo, ki se je raztezalo od Male Azije do Pandžaba.
Seldžuki izhajajo iz turkmenske plemenske zveze v osrednji Aziji in so začetniki širjenja turške moči na Bližnji vzhod. Danes se nanje gleda kot na kulturne prednike Zahodnih Turkov – današnjih prebivalcev Azerbajdžana, Turčije in Turkestana. Bili so veliki pokrovitelji perzijske kulture, umetnosti, literature in jezika. Seldžuki so privzeli perzijsko kulturo in jezik in so igrali pomembno vlogo v razvoju turško-perzijske tradicije, ki jo lahko opišemo kot »perzijska kultura pod pokroviteljstvom turško govorečih vladarjev«. 

## Poreklo in nastanek Seldžukov (9. stoletje – 1035)
Turške horde so že pred 9. stoletjem prekoračile Volgo in vdrle v stepe ob Črnem morju. Cesarska družina Seldžukov izhaja iz veje oguških Turkov Kinikov, ki so v 9. stoletju živeli na obrobju muslimanskega sveta severno od Kaspijskega in Aralskega jezera in so bili podložni oguškemu kaganatu Jabgu v Kirgiški stepi v Turkestanu. 
Na začetku 10. stoletja je poglavar Seldžukov beg Dudak (prvotno Selčuk, umrl 922) zaradi plemenskih sporov pobegnil iz Turkestana v perzijsko provinco Dženda, prestopil v islam, sodeloval v notranjih vojnah v Perziji in se nato vrnil v domovino, kjer se je ponovno oklical za poglavarja.

## Vzpon (1035-1063)
Seldžukov vnuk Togrul beg je izkoristil slabost Perzije in je s pomočjo svojega brata Čagri bega z nekaj oghuškimi plemeni osvojil Horasan, se v Nišapuru proglasil za sultana in se začel vojskovati z Gaznavidi. Z združeno oghuško vojsko je leta 1035 v bitki pri Nesi zmagal in prvič odločilno premagal starega nasprotnika. Leta 1038 je Togrul beg ponovno zmagal, tokrat v bitki pri Serasu, vkorakal v Nišapur in razglasil neodvisnost. Dve leti kasneje je z vojsko 20.000 lahkih konjenikov v bitki pri Dandanakanu zdrobil veliko gaznavidsko vojsko, v kateri je bilo 300 bojnih slonov in 50.000 vojakov, v glavnem težkih konjenikov in pešcev. Zmago je dosegel z znano seldžuško taktiko udari-in-se-umakni: Seldžuki so se umaknili v puščavo, Gaznavidi pa so jim sledili in v puščavi ostali brez hrane in vode. Oslabljeno vojsko so Seldžuki nato premagali v enem samem odločilnem spopadu. Zmaga je pomenila začetek Seldžuškega cesarstva, ki se je začel hitro širiti proti zahodu.
Togrul begovi generali so kmalu osvojili Kerman, Sistan in Bust v Perziji, Makran na obali Indijskega oceana in Horezm. Med pohodom proti Gaznavidom sta se jim vdali tudi pomembni mesti Balh in Džurdžan v Horasanu. Na koncu so Seldžuki in Gaznavidi podpisali mirovno pogodbo in za mejo med obema cesarstvoma določili gorovje Hindukuš. Čagri beg je leta 1060 v Serahu umrl. Star je bil sedemdeset let, pokopali pa so ga v Mervu. Po njegovi smrti se je seldžuška ekspanzija nadaljevala. Osvojili so mesta Kazven, Isfahan, Rey (današnji Teheran), Hamadan in pokrajino Azerbajdžan. 
S Togrulom se začenja obdobje Velikih Seldžukov. Njegov naslednik Alp Arslan (1063–1072) je leta 1071 v bitki pri Manzikertu porazil bizantinskega cesarja Romana IV. Diogena in seldžuška država je postala največja vojaška sila na Vzhodu. Alp Arslan je osvojil večino Male Azije, njegov naslednik Malik Šah I. (1072–1092) pa je osvojil še Sirijo in Jeruzalem.  
Nato so se Seldžuki obrnili proti bogati Mali Aziji. Oghuška plemena, ki so se preimenovala v Turkmene, so potrebovala življenjski prostor, ker so bile srednjeazijske stepe presuhe in neprimerne za življenje. Togrul beg je svoje konjenike poslal proti vzhodnim delom Male Azije, kjer so se leta 1048 pri Pasinlerju spopadli z bizantinsko-gruzijsko vojsko in zmagali. Med njihovim pohodom se je v cesarstvu začela vstaja, ki jo je vodil Ibrahim Yinal. Vstajo so kmalu zatrli  in se odpravili na nov vojaški pohod, tokrat proti šiitom Bujidom, in osvojili dele Iraka, Fars, Ahvaz, Huzistan in Al-Džaziro (severno Mezopotamijo). Leta 1055 je Togrul beg vkorakal v Bagdad in osvobodil abasidskega kalifa izpod bujidske nadoblasti. Od kalifa je nasledil naslov Vladar dežel Vzhoda in Zahoda in postal zaščitnik kalifata.
Ibrahim Jinal se je ponovno uprl, vendar so ga pri Reyu porazili in ubili. Medtem, ko se je Togrul beg ukvarjal z Ibrahimom Jinalom, so ostanki Bujidov ponovno osvojili Bagdad in izgnali abasidskega kalifa. Togrul beg se je kmalu zatem vrnil, ponovno osvojil Bagdad in izgnal Bujide. Leta 1063 je v Reyu umrl in tam so ga tudi pokopali.

## Obdobje Alp Arslana (1064–1072)
Togrul beg ni imel otrok, zato ga je nasledil Čagri begov sin Alp Arslan. Veliki vezir Kunduri in nekaj generalov, med njimi Kutalmiš, se z izborom niso strinjali in so nameravali za sultana postaviti emirja Sulejmana, zato so se uprli. Alp Arslan je upor hitro zatrl in začel načrtovati nova osvajanja v Mali Aziji. Po kratkem obleganju je zasedel trdnjavo Ani, se vrnil v prestolnico in nato odšel na vojni pohod proti oghuškim plemenom, ki so živela severno od Aralskega jezera. Plemena so priznala Arslanovo nadoblast in sprejela seldžuško zaščito. Med njegovim pohodom na sever, so generali Afšin, Sunduk, Ahmed Šah, Džilmah, Mehmed, Sav Tegin, Aj Tegin in Gumuš Tegin napadli vzhodne province Bizantinskega cesarstva. Ko se je Alp Arslan vrnil s pohoda, se je odpravil na jug proti egiptovskim vladarjem Fatimidom in zasedel Alep. Zatem je odšel v vzhodno Anatolijo, ker je bizantinski cesar poslal proti njegovim generalom veliko vojsko.
Obe turški vojski sta se v vzhodni Anatoliji združili in v bitki pri Manzikertu leta 1071 katastrofalno porazili Bizantince. Bizantinsko cesarstvo je po porazu izgubilo svoje anatolske province ([[Tema (bizantinsko okrožje)|teme), iz katerih je prihajalo veliko število vojaških obveznikov. Alp Arslan po zmagi ni prodiral naprej v Anatolijo, pač pa je to dovolil svojim turkomanskim generalom. Dovolil jim je tudi ustanavljanje majhnih kneževin - beglukov, ki so mu bile seveda pokorne. Turkmeni so v naslednjih dveh desetletjih preplavili Malo Azijo in prišli vse do Egejskega morja. 
Po pohodu v Anatolijo je izbruhnila vojna med seldžuškim guvernerjem Horezma in Karahanidi. Alp Arslan se je takoj odpravil na vzhodno mejo, da konča vojno. Med obleganjem trdnjave Barzam ga je zahrbtno napadel poveljnik trdnjave Jusuf Harezmi. Jusufa ja Alp Arslanova straža ubila, Alp Arslan pa je kmalu zatem zaradi ran umrl.

## Zlata doba: obdobje Malik Šaha I (1072-1092)
Po Alp Arslanovi smrti leta 1072 je postal seldžuški sultan Malik Šah, ki je potreboval nekaj let, da je porazil svojega strica Kavurda, ki je tudi bil kandidat za sultana. Ko je zatrl stričev upor in ga ubil, se je odpravil nad uporne Karahanide in Gaznavide, jih porazil in prisilil, da so s Seldžuki sklenili mir. Prestolnico je iz Reya preselil v Isfahan, organiziral tri vojne pohode v Gruzijo in prodrl vse do Črnega morja. 
Seldžuško cesarstvo se je zdaj raztezal od obale Sredozemlja na zahodu do gora v osrednji Aziji na vzhodu. Njegovi vazali so bili Armenci, Gruzijci, Abasidi, Karahanidi in Gaznavidi. Državo je upravljal izjemno sposoben sunitski Perzijec Nizamal Al Mulk, ki je bil veliki vezir že med vladanjem Alp Arslana. Nizamal Al Mulk je v državi vpeljal vojaški sistem Ikta, ki je bil podoben bizantinskim temam in kitajskemu sistemu Fu. V Bagdadu je ustanovil slavno islamsko univerzo Nizamiyah Madrasah.  
Malik Šah je Bagdad obiskal dvakrat: prvič leta 1087, ko ga je bagdadski kalif razglasil za Sultana dežel Vzhoda in Zahoda in leta 1091. Leta 1090 je podjarmil uporniške Karahanide, do leta 1091 pa so njegovi generali premagali še Sirijo, Hedžas, Jemen in Aden.
Med njegovim vladanjem so največji problem postali Asasini Hasana Sabaha, ki so najprej ubili velikega vezirja Nizamala Al Mulka, nato pa še nekaj slavnih turkmenskih emirov in generalov. Malik Šah je proti njim poslal manjšo vojsko in oblegal njihovo glavno oporišče Alamut, vendar so obleganje zaradi Malikove smrti leta 1092 prekinili.

## Razpad in propad Seldžuškega cesarstva (1092-1157)
Po Malik Šahovi smrti leta 1091 je moč cesarstva začela upadati, dokler ni popolnoma razpadel. Seldžuške cesarske družine v Siriji, Mali Aziji in Kermanu so postajale neodvisne, princi v Perziji pa so se začeli med seboj bojevati za prestol. Malik Šaha je nasledil sin Mahmud I, ki je imel komaj pet let, katerega je že leta 1092 vrgel s prestola brat Berkjaruk. Med Berkjarukovim vladanjem so se začele križarske vojne. Palestino so osvojili Fatimidi, propadajočo državo pa so od znotraj spodkopavali Asasini. Berkjaruk se je s svojima uporniškima bratoma Mohamedom Taparjem in Sandžarjem pobotal in leta 1104 umrl. Na prestolu ga je nasledil sin Mahmud II, ki je vladal do leta 1131, ko ga je s prestola vrgel Sandžar. 
Sandžar je med svojim vladanjem poskušal zatreti upor Karahanidov v Transoksaniji, Guridov v Afganistanu in Karlukov v današnjem Kirgizistanu. Medtem, ko se je pogajal z uporniškimi plemeni, so ga z vzhoda napadli nomadski Kara-Kitajci (Mongoli). Vsiljivci so porazili Vzhodne Karahanide, ki so bili pomembni seldžuški vazali. V bitki pri Katvanu leta 1144  so Kara-Kitajci porazili še Sandžarja in osvojili vse province vzhodno od reke Sajhun. Nazadnje so se leta 1153 Sandžarju uprli še Oghuzi, ga zaprli in začeli ropati mesta in ubijati emirje in guvernerje. Sandžarju je po treh letih uspelo pobegniti iz ječe in leto kasneje je umrl. Takoj po njegovi smrti se je Seldžuško cesarstvo popolnoma sesul.
Iraški Seldžuki so poskušali cesarstvo obuditi, kar pa jim zaradi nesposobnih sultanov in uporniških atabegov ni uspelo. Njihova moč je tako oslabela, da jih je na koncu uničil horezemski šah Alaeddin Takiš.

## Novo nastale države
Seldžuško cesarstvo je razpadlo na naslednje države:
- Horasanski Seldžuki: Veliki Horasan in Transoksanija, glavno mesto: Mari
- Iraški Seldžuki: Irak in Azerbajdžan, glavno mesto: Hamadan
- Sirski Seldžuki: Sirija, glavno mesto: najprej Damask, nato Alep
- Kermanski Seldžuki: Kerman, glavno mesto: Kerman
- Sultanat Rum: Mala Azija, glavno mesto İznik (Nikeja) nato Konya (Ikonium)
- Salgurjev atabegluk: Perzija
- Ildenizov atabegluk: Azerbajdžan, glavno mesto: (verjetno) Hamadan
- Borijev atabegluk: Sirija, glavno mesto: Damask
- Zengijev atabegluk: Al Džazira (severna Mezopotamija), glavno mesto Mosul
- Turkomanski begluki: Danišmendi, Artukisi, Saltukisi in Mengudžegi v Mali Aziji
- Horezmski kanat: Transoksiana, Horezm in Perzija, glavno mesto Konje Urgenč
- Armensko kraljestvo Kilikija: glavno mesto: Adana
- Kraljevina Gruzija: Gruzija
- Križarske države: Jeruzalemsko kraljestvo, Kneževina Antiohija, Grofija Edesa, Grofija Tripoli
- Abasidski kalifat: Irak, glavno mesto: Bagdad

## Seldžuški vladarji

### Vladarji Seldžuške dinastije
"Veliki Seldžuki" so bili poglavarji družine. Njihova avtoriteta je teoretično veljala za vse veje Seldžukov, kar v praksi pogosto ni bilo res. Turški običaji so zahtevali, da je bil najvišji član družine Veliki Seldžuk, čeprav je bil položaj običajno povezan samo z vladarji v zahodni Perziji.
| Titularno ime | Osebno ime                                  | Vladanje  |
| --- | ------------------------------------------- | --------- |
| Bej بیگ‎ | Togrul طغرل‎                                 | 1037–1063 |
| Sultan سلطان‎ | Alp Arslan الپ ارسلان‎                       | 1063–1072 |
| Sultan سلطان‎ Jalāl al-Dawlah جلال الدولہ ‎ | Malik Šah I. ملک شاہ اول ‎                   | 1072–1092 |
| Sultan سلطان‎ Nasir al-Duniya wa al-Din ناصر الدنیا والدین ‎                                                                                   | Mahmud bin Malik Šah محمود بن ملک شاہ ‎      | 1092–1094 |
| Sultan سلطان‎ Abul Muzaffar Rukn al-Duniya wa al-Din أبو المظفر رکن الدنیا والدین ‎                                                            | Berkjaruk bin Malik Šah برکیاروق بن ملک شاه‎ | 1094–1105 |
| Sultan سلطان‎ Muizz al-Din معز الدین ‎ | Malik Šah II. ملک شاہ الثانی ‎               | 1105      |
| Sultan سلطان‎ Ghiyath al-Duniya wa al-Din غیاث الدنیا والدین ‎                                                                                 | Mohamed Tapar محمد تپار ‎                    | 1105–1118 |
| Sultan سلطان‎ Muizz al-Din معز الدین ‎ | *Ahmed Sandžar احمد سنجر‎                    | 1118–1153 |
| Seldžuško dinastijo je nasledila Horezemska dinastija. Od leta 1157 so oblast v večini Horasana imeli Oguzi, manjši del pa seldžuški emirji. |                                             |           |

Mohamedov sin Mohamed II. je očeta nasledil v zahodni Perziji. Veliki seldžuški sultan je postal Ahmed Sandžar, ki je bil guverner Horasana in najstarejši član družine.

### Seldžuški sultani Hamadana
Vladarji zahodne Perzije so obdržali nekaj vpliva  na  Abaside v Bagdadu. Več turških emirjev, na primer Eldiduzidi, so pridobili močan vpliv v regiji.
- Mahmud II. (1118–1131)
- 1131-1134 -  spori med:
  - Davudom
  - Masudom (v Džibalu in Iranskem Azerbajdžanu, 1131)
  - Togrulom II. (1132-1134)
- Masud (1132-1152)
- Malik Šah III. (1152–1153)
- Mohamed II.
- Sulejman Šah (1160-1161)
- Arslan Šah (11611174)
- Tugrul III. (1174-1194)

Togrul III. je bill eta 1994 ubit v bitki s herezemskim šahom, ki je priključil Hamadan.

### Seldžuški vladarji Kermana
Kerman je bila province v južni Perziji. Od leta 1053 do 1154 je bil vanjo vključen tudi Umman.
- Kavurd (1041-1073)
- Kerman Šah (1073–1074)
- Sultan Šah (1074–1075)
- Husein Omar (1075-1084)
- Turan Šah I. (1084-1096)
- Iran Šah (1096-1101)
- Arslan Šah I. (1101–1142)
- Mehmed I. (Mohamed, 1142-1156)
- Togrul Šah (1156-1169)
- Bahram Šah (1169–1174)
- Arslan Šah II. (1174–1176)
- Turan Šah II. (1176–1183)
- Mohamed Šah (1183–1187)

Mohamed je zapustil Kerman, ki je prišel pod oblast oguškega poglavarja Malika Dinarja. Kerman je bil leta 1196 priključen Horezemskemu cesarstvu.

### Seldžuški vladarji v Siriji
- Abu Said Tadž ad-Daula Tutuš I. (1085–1086)
- Džalal ad-Daula Malik Šah I. (Veliki Seldžuk, 1086-1087)
- Kasim ad-Daula Abu Said Ak Sunkur al-Hadžib (1087–1094)
- Abu Said Tadž ad-Daula Tutuš I. (drugič, 1094–1095)
- Fahr al-Mulk Radvan (1095-1113)
- Tadž ad-Daula Alp Arslan al-Akras (1113-1114)
- Sultan Šah (1114-1123)

Oblast v Siriji so prevzeli Artukidi.

### Sultani/emirji Damaska
- Aziz ibn Abak al-Horezmi (1076-1079)
- Abu Said Tadž ad-Daula Tutuš I. (1079-1095)
- Abu Nasr Šams al-Muluk Dukak (1095-1104)
- Tutuš II. (1104)
- Muhi ad-Din Baktaš (1104)

### Seldžuški sultani Ruma
Seldžuška linija, čeprav brez kakšne pomembne moči, se je dejansko končala na začetku 14. stoletja.
- Kutalmiš (1060-1077)
- Sulejman I. (1077-1086)
- Davud Kilič Arslan I. (1092–1107)
- Malik Šah (1107-1116)
- Iz ad-Din Mesud I. (11106-1156)
- Iz ad-Din Kilič Arslan II. (1056-1192)
- Gijat ad-Din Kejhusrev I. (1192-1196)
- Sulejman II. (1196-1204)
- Kilič Arslan III. (1204-1205
- Gijat ad-Din Kejhusrev I. (drugič, 1205–1211)
- Iz ad-Din Kejkavus I. (1211–1220)
- Ala ad-Din Kejkubad I. (1220–1237)
- Gijat ad-Din Kejhusrev II. (1237–1246)
- Iz ad-Din Kejkavus II. (1246–1260)
- Rukn ad-Din Kilič Arslan IV. (1248–1265)
- Ala ad-Din Kejkubad II. (1249–1257)
- Gijat ad-Din Kejhusrev III. (1265–1282)
- Gijat ad-Din  Mesud II. (1282–1284)
- Ala ad-Din Kejkubad III. (1284)
- Gijat ad-Din  Mesud II. (drugič, 1284–1293)
- Ala ad-Din Kejkubad III. (drugič, 1293–1294)
- Gijat ad-Din  Mesud II. (tretjič, 1294–1301)
- Ala ad-Din Kejkubad III. (tretjič, 1301–1303)
- Gijat ad-Din  Mesud II. (četrtič, 1303-307)

Damask je zasedel Burid Togtekin.

## Pomembni dogodki
- 960: Seldžuk beg odide v Džend
- 1040: Bitka pri Dandanakanu
- 1040: Bitka pri Pasinlerju
- 1055: Tugrul beg osvobodi Abbasidskega kalifa
- 1071: Bitka pri Manzikertu
- 1072: Alp Arslan umre
- 1087: Malik Šah obišče Bagdad in se razglasi za »Sultana dežel Vzhoda in Zahoda"
- 1092: Malik Šah umre, Seldžuško cesarstvo začne propadati
- 1092 - 1131: Seldžuški princi se med seboj bolujejo za krono
- 1141: Bitka pri Katvanu, invazija Kara-Kitajcev (Mongolov)
- 1153: Oguz porazi Sandžarja in ga zapre
- 1157: Sandžar umre, Seldžuško cesarstva propade

## Galerija
- Togrulov stolp južno od Teherana; 12. stoletje
- Seldžuški vrč iz Herata, južni Afganistan; 1180-1210, medenina s srebrnimi in bitumenskimi vložki, Britanski muzej, London
- Glava seldžuškega vladarja, Iran, 12.-13. stoletje, klesan in vrtan kamen iz delavnice iranskega mojstra, Metropolitan Museum of Art, New York
- Šatranske šahovske figure, glaziana keramika, Iran, New York Metropolitan Museum of Art
- Karahanska stolpa, zgrajena v Iranu leta 1053 kot grobnica seldžuških princev